# Жуковская (Вилегодский район)
Жуковская — деревня в Вилегодском муниципальном округе Архангельской области.

## География
Находится в юго-восточной части Архангельской области, при автодороге А123, на расстоянии приблизительно 11 км на восток-юго-восток по прямой от административного центра района села Ильинско-Подомское на правобережье реки Виледь.

## История
Отмечалась деревня еще в 1710 году, когда здесь было учтено 2 двора. В 1859 году здесь (деревня Сольвычегодского уезда Вологодской губернии) было учтено 4 двора. До 2020 года входила в состав Павловского сельского поселения до его упразднения.

## Население
Численность населения: 10 человек (1710 год), 36 (1859), 26 (русские 99 %) в 2002 году, 21 в 2010.